# Grodfiskar
Grodfiskar (Osteolepiformes) är en utdöd grupp lobfeniga fiskar från devon.
Gruppen inkluderar landryggradsdjurens förfäder. En berömd representant är Eusthenopteron. Beteckningen infördes av paleontologen Erik Jarvik som en del av en teori om landryggradsdjurens uppkomst, där också en grupp han kallade salamanderfiskar spelade en viktig roll. Grodfiskarna är, vet vi nu, unika i det att de hade choaner, gruppen får därmed i praktiken anses vara liktydig med koanfiskar.